# Nike Wagner
Nike Wagner (Überlingen, sobre el Lago Constanza, 9 de junio de 1945) es una directora teatral y del festival de arte de Weimar y colaboradora del Festival de Bayreuth, en el que se representan las óperas de su bisabuelo Richard Wagner.
Es hija del director teatral Wieland Wagner y de la coréografa Gertrud Reissiger, es también tataranieta de Franz Liszt por lo que el festival de Weimar se llama Pelerinages, evocando una obra del músico.
Vive en Berlín, es autora de varios libros y en su momento fue la favorita para la sucesión a la dirección del festival.
Casada primero con Jean Launay y luego con el musicólogo Jürg Stenzl, tiene una hija, Louise Launay.

## Publicaciones
- Wagner, Nike. The Wagners: The Dramas of a Musical Dynasty, Princeton, New Jersey, Princeton University Press, 2001.
- ——. Geist und Geschlecht: Karl Kraus und die Erotik der Wiener Moderne, Frankfurt am Main, Suhrkamp, 1982.
- ——. Mann, sei nicht so hysterisch, Munich, Matthes und Seitz, 1991.
- ——. Wagner-Theater, Frankfurt am Main, Insel-Verlag, 1998.
- ——. Traumtheater: Szenarien der Moderne, Frankfurt am Main, Insel-Verlag, 2001.